# Berthold von Königsegg-Rothenfels
Berthold von Königsegg-Rothenfels (* 1593; † 1663) war Domherr in Köln.

## Leben
Berthold von Königsegg-Rothenfels war ein Sohn des Freiherrn Georg von Königsegg-Rothenfels und dessen Ehefrau Cunigunde von Waldburg.
Seit 1614 Domherr in Köln, wurde er 1620 auch Domherr in Konstanz und zudem 1624 Kanoniker an St. Gereon in Köln. Von 1625 bis 1661 Scholaster am Kölner Dom, wurde er 1630 zum Stiftsdekan an St. Gereon gewählt. Nachdem ihn das Kölner Domkapitel 1625 zum Thesaurar gewählt hatte, nahm ihn 1643 auch das Domkapitel von Salzburg in seine Reihen auf, wo er jedoch 1662 wieder auf sein Kanonikat verzichtete. Seit 1661 war er auch Dompropst in Köln.
1640 war er Gesandter Kurkölns zum Reichstag zu Regensburg.
Am 29. Juli 1629 wurde er gemeinsam mit seinem Bruder Johann Jacob in Wien in den Reichsgrafenstand erhoben.